# Etheostoma maculatum
Etheostoma maculatum är en fiskart som beskrevs av Kirtland, 1840. Etheostoma maculatum ingår i släktet Etheostoma och familjen abborrfiskar. IUCN kategoriserar arten globalt som nära hotad. Inga underarter finns listade i Catalogue of Life.